# Анян (футбольний клуб)
Футбольний клуб «Анян» (кор. 안양시민프로축구단) — професійний південнокорейський футбольний клуб з міста Анян, який грає в К-Лізі 1. Домашні ігри клуб проводить на стадіоні «Анян», який вміщує 17143 глядачів.

## Історія

### Футбол в Аняні
Після впровадження політики децентралізації К-Ліги у 1995 році, команди з Сеула були змушені переїхати в інші регіони. У 1996 році клуб «LG Чітахс» переїхав до міста Анян, та став «Анян LG Чітахс». Після чемпіонату світу з футболу 2002 року, співорганізатором якого була Південна Корея, стадіон «Сеул ворлд кап стейдіум» стояв пусткою, за винятком періодичних міжнародних матчів. Мерія Сеула намагався компенсувати не лише вартість обслуговування, а й вартість будівництва, створивши нову команду в Сеулі. Було встановлено гонорар у 25 мільярдів вон, але жодна компанія не захотіла заплатити цю суму за створення нової команди. Оскільки ніхто не виявив зацікавленості, а національний стадіон залишався порожнім, було запропоновано, щоб один із діючих клубів повернувся до столиці. У 2004 році було повідомлено, що «Чітахс» будуть грати на стадіоні «Сеул ворлд кап стейдіум», пізніше клуб було переймено на сучасну назву «Сеул».

### Заснування ФК Анян
Зі створенням К-Ліги 2 місто Анян побачило можливість повернути великий футбол. Незважаючи на спротив з боку міської ради, 10 жовтня 2012 року було прийнято постанову про створення професійної футбольної команди в місті Анян. Громадськість запросили до голосування за назву клубу, і 27 грудня 2012 року було підтверджено вибране ім'я як ФК «Анян». Офіційно клуб був заснований 2 лютого 2013 року.
Футбольний клуб «Анян» зіграв свою першу гру 17 березня 2013 року проти клубу «Гоянг Хі» на стадіоні «Анян». Матч закінчився з рахунком 1–1, а Ка Соль Хьон забив перший гол за клуб. Свою першу перемогу клуб здобув 7 квітня 2013 року в матчі проти клубу «Чхунджу Гаммель».
У 2024 році клуб виграв К-Лігу 2, і вперше в своїй історії отримав путівку до К-Ліги 1.

## Уболівальники та суперництво
Основне угрупування вболівальників клубу називається «ASU RED», яке веде свій родовід від фан-групи клубу «Анян LG Чітахс» (тепер «Сеул»), коли клуб базувався в Аняні.
Клуб «Анян» має виражене суперництво з клубом «Сувон Самсунг Блювінгз», яке почалося ще в епоху «LG Чітахс», і отримало назву «Jijidae Derby». Незважаючи на те, що клуб в Аняні змінився, між цим містом і Сувоном все ще існує футбольне суперництво, яке відродилося в сезоні 2024 року, коли «Сувон Самсунг Блювінгз» вперше грав у К-Лізі 2.